# ウズベキスタンのサッカー
ウズベキスタンのサッカーでは、ウズベキスタンにおけるサッカー競技について記述する。

## 概要
サッカーはウズベキスタンが独立を果たした1991年以降、国内において最も人気の高いスポーツである。国内のサッカーを統括する団体であるウズベキスタンサッカー連盟（UFF）は国際サッカー連盟（FIFA）とアジアサッカー連盟（AFC）に加盟している。

## 歴史

### ソ連時代
ウズベキスタンにはサッカーが1920年代に伝えられた。1926年にウズベク・ソビエト社会主義共和国（ウズベクSSR）において初のサッカー選手権（後のウズベク・リーグ）が開催された。スボルナヤ・タシュケント（ロシア語: сборная Ташкент）やソコル・タシュケント（ロシア語: сокол Ташкент）がこの大会において最多優勝クラブとなった。しかし、国内で最も優勝回数の多いクラブはFCパフタコール・タシュケントであり、パフタコール・タシュケントはウズベクSSRの時代にソ連サッカーリーグで22シーズンに渡って1部でプレーするなど、ウズベキスタン内だけでなくソビエト連邦内でも強豪クラブとして知られていた。
ウズベキスタンサッカー連盟（UFF）は第二次世界大戦後の1946年に設立された。なお、この当時はソビエト連邦内の1共和国のサッカー連盟としての位置づけであった。さらにベラドル・アブドゥライモフ は、ソ連時代にウズベキスタンで最も有名なサッカー選手となった。彼はパフタコール・タシュケントでクラブ歴代最多の358試合に出場しており、1968年にはソ連サッカーリーグにおいて得点王も獲得した。また、アブドゥライモフはソ連代表にも選出されている。
- 1961年から1992年まで、複数のウズベキスタン人がサッカーソビエト連邦代表に選出された。以下の表はその一覧である。

| 氏名                         | ポジション | 所属チーム       | キャップ(ゴール) | 期間      |
| ---------------------------- | ---------- | ---------------- | ---------------- | --------- |
| ゲンナディー・クラスニツキー | FW         | ソビエト連邦     | 3(1)             | 1961      |
| ベラドル・アブドゥライモフ   | FW         | ソビエト連邦     | ?(?)             | 1967      |
| ユーリイ・プシェニチュニコフ | GK         | ソビエト連邦     | 21(0)            | 1966-1970 |
| ウラジーミル・フョードロフ   | FW         | ソビエト連邦     | 18(0)            | 1974-1978 |
| ヴァシリス・ハツィパナギス   | MF         | ソビエト連邦     | 4(1)             | 1975      |
| ミハイル・アン               | MF         | ソビエト連邦     | 2(0)             | 1978      |
| アンドレイ・ピャトニツキー   | MF         | ソビエト連邦 CIS | 6(2)             | 1990-1992 |

### 独立以降
独立後すぐの1994年、ウズベキスタンサッカー連盟（UFF）が再度設立され、国際サッカー連盟（FIFA）とアジアサッカー連盟（AFC）に加盟した。同年にサッカーウズベキスタン代表は、1994年アジア大会においてアジア大会およびアジアの国際大会に初出場し、初優勝を果たした。2003年にウズベキスタンサッカーはさらなる成功を得ることになる。U-20サッカーウズベキスタン代表がアジア予選を勝ち抜き、アラブ首長国連邦で開催された2003 FIFAワールドユース選手権に出場した。これは全年齢層を通して国内初の世界大会出場となった。また、ウズベキスタン代表は2011年に開催されたAFCアジアカップ2011において、これまでの最高位となるベスト4の成績を収めた。
ウズベクSSR時代を含め、ウズベキスタンで最も成功を収めているプロサッカークラブはFCブニョドコルとFCパフタコール・タシュケントである。ウズベキスタンのクラブは毎年独立国家共同体の間で開催されているCISカップにも参加している。独立以降にプレーした選手で有名なプロサッカー選手としては、セルヴェル・ジェパロフ（2008年アジア年間最優秀選手賞）、イーゴリ・シュクヴィリン（1994年アジア大会得点王）、ミルジャラル・カシモフ（1994年アジア大会MVP）、マクシム・シャツキフ（かつてアジア人のUEFAチャンピオンズリーグ最多出場・最多得点者）などがいる。